# Cambios a la Ley Electoral de Hong Kong de 2021

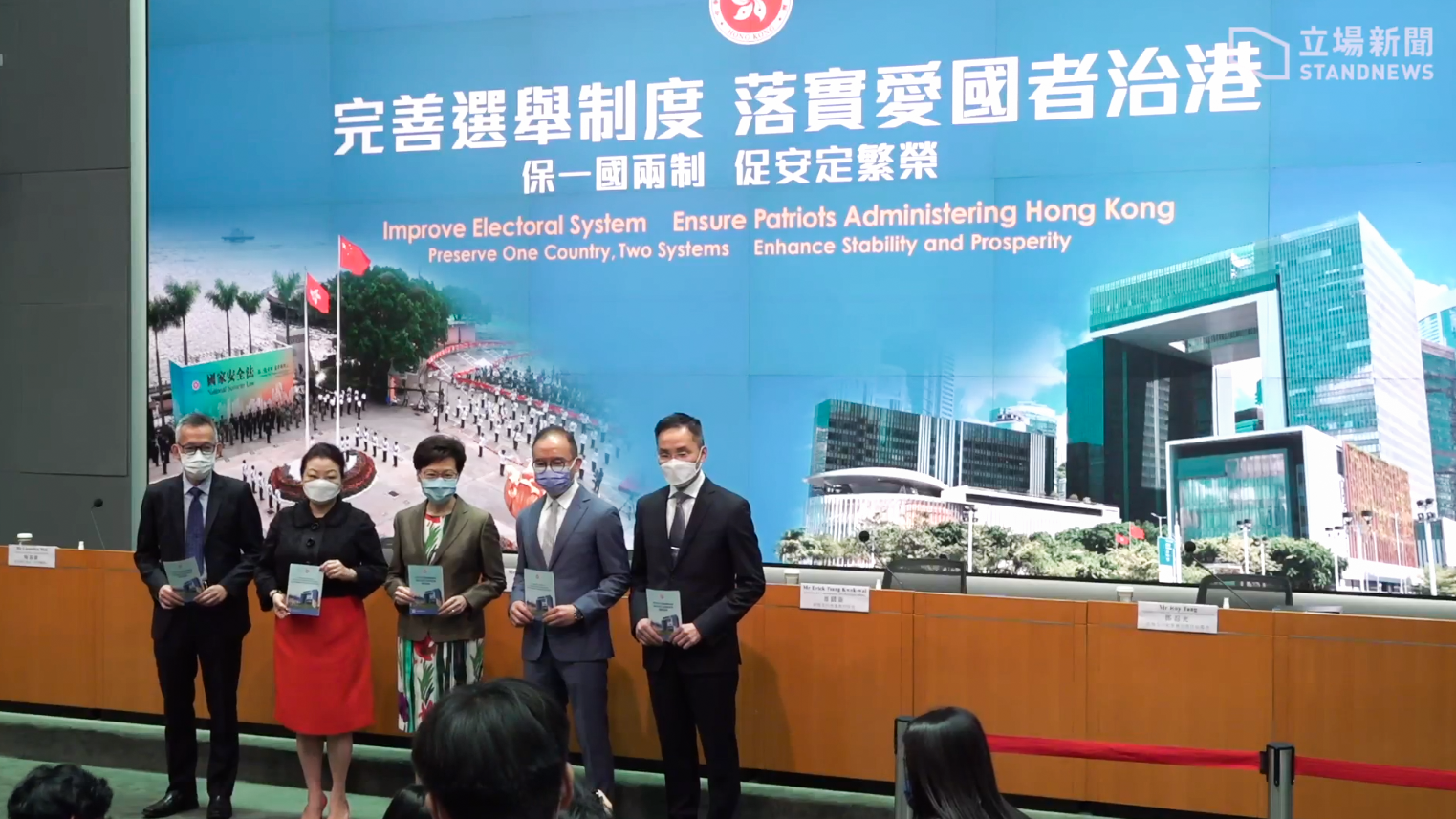
El Gobierno de Hong Kong presentó el 13 de abril de 2021 el proyecto de ley de mejora del sistema electoral (enmiendas consolidadas), la legislación local para la reforma electoral.

La Decisión de la Asamblea Popular Nacional sobre la mejora del sistema electoral de la Región Administrativa Especial de Hong Kong fue promulgada el 11 de marzo de 2021 por la Asamblea Popular Nacional, el único órgano legislativo de la República Popular China, para "modificar las normas electorales y mejorar el sistema electoral de la Región Administrativa Especial de Hong Kong para las elecciones al Jefe Ejecutivo y el Consejo Legislativo, con el fin de garantizar un sistema en el que los patriotas gobiernen Hong Kong." Las reformas han sido muy criticadas por su impacto negativo en la representación democrática en la ciudad.
El Comité Permanente de la APN modificó el Anexo I y el Anexo II de la Ley Básica de Hong Kong, la composición del Comité Electoral, encargado de elegir al Jefe Ejecutivo, y el proceso de elección para el Consejo Legislativo. El tamaño del Comité Electoral pasa de 1.200 a 1.500 escaños, con un número considerable de los nuevos escaños  designados y elegidos por las organizaciones controladas por Pekín. El Consejo Legislativo pasa de 70 a 90 escaños, mientras que los 35 escaños que actualmente se eligen por circunscripción geográfica se reducirán a 20, y el Comité Electoral elegirá los 40 escaños restantes. También se creará un nuevo mecanismo de investigación para examinar a todos los candidatos que se presenten al Jefe Ejecutivo, el Consejo Legislativo y el Comité Electoral basado en lel Comité para la Salvaguarda de la Seguridad Nacional y el Departamento de Seguridad Nacional de la Policía de Hong Kong cuya decisión será definitiva y no podrá ser apelada.
Los cambios electorales, que se produjeron tras la aprobación de la ley de seguridad nacional de Hong Kong en junio de 2020 y la posterior represión masiva que incluyó detenciones de activistas de la oposición, fueron ampliamente consideradas como una medida para frenar aún más la influencia del campo prodemocracia tras las protestas generalizadas contra el gobierno de 2019 y la victoria electoral de la oposición en las elecciones al Consejo de Distrito de 2019.

## Historia

### Sueños de democracia: las reformas de 2008-2019

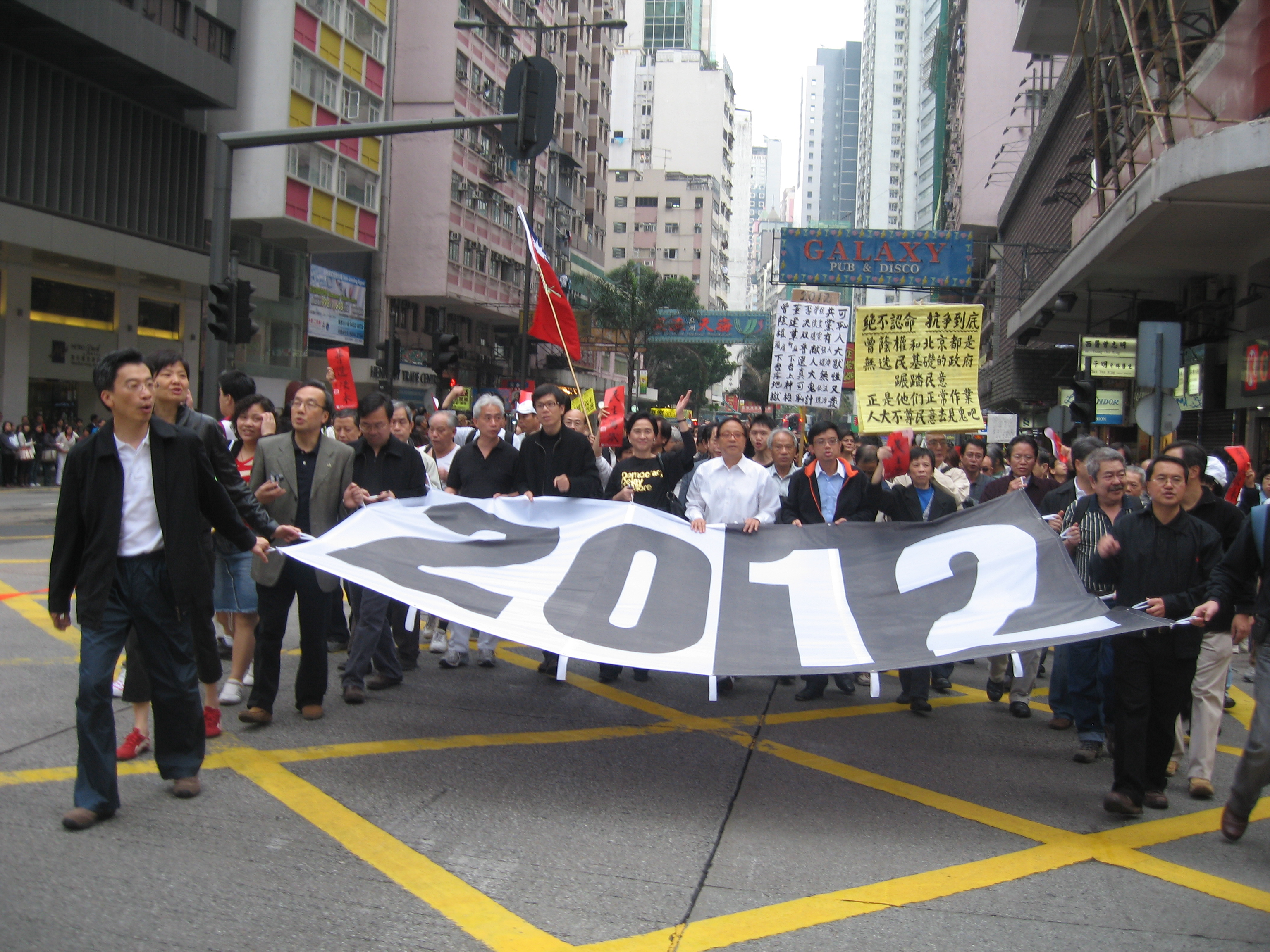
Manifestantes prodemocracia piden en 2008 el sufragio universal para 2012

Desde el traspaso de la soberanía de Hong Kong en 1997, el movimiento democrático venía reclamando un auténtico sufragio universal para el Jefe Ejecutivo y el Consejo Legislativo, tal como se recoge en el Artículo 45 y en el artículo 68 de la Ley Básica de Hong Kong. El Comité Permanente del Congreso Nacional del Pueblo había descartadol, primero en 2004 y de nuevo en 2007, esta posibilidad, aunque dejando la puerta abierta a cambiar su opinión para 2017. Como el sistema electoral de 2012 no se modificó, los demócratas moderados llegaron a un acuerdo con las autoridades de Pekín en 2010 que permitió la ampliación del Comité Electoral (CE) y la creación de cinco nuevos puestos "Superescaños" en el Consejo Legislativo, que serían propuestos por los Consejeros de Distrito y electos por votación popular.
Este compromiso genró luchas internas entre las diferentes facciones del campo prodemocrático, surgiendo un movimiento localista que reclamaba un enfoque más confrontacional. Tras la decisión sobre el marco de la reforma constitucional del NPCSC de 2014, el desarrollo democrático en Hong Kong se estancó, surgiendo un movimiento independentista que generó aún más problemas debido a la descalificación de varios de sus miembros por la su forma de jurar el cargo.
Además, en el verano de 2019, la jefa del Ejecutivo Carrie Lam intentó modificar la ley de extradición para facilitar los juicios de opositores en China, lo que desencadenó una serie de protestas generalizadas sin precedentes, que exigían el sufragio universal como uno de sus cinco objetivos clave. En noviembre de 2019, el campo prodemocracia recibió un histórico respaldo en las elecciones al Consejo de Distrito, haciéndose con más del 80% de los escaños y con 17 de los 18 Consejos de Distrito. Esto preocupó a Pekín, que reemplazó al Representante del Gobierno en Hong Kong, Wang Zhimin, por un hombre de confianza, y comenzó a preparar una nueva ley de seguridad nacional que disminuyera el poder opositor.

### Ley de seguridad nacional y la necesidad de que "los patriotas gobiernen Hong Kong"
En junio de 2020, el NPCSC forzó la aprobación de una controvertida ley de seguridad nacional, modificando directamente los tratados para evitar someterlo al control legislativo honkongés. Entre otras cosas, criminalizaba "el separatismo, la subversión, el terrorismo y la injerencia extranjera", lo que muchos interpretaron como una represión de las libertades civiles y las críticas al gobierno. En julio, los prodemócratas organizaron unas primarias para maximizar sus posibilidades de obtener una mayoría en el próximas elecciones al Consejo Legislativo, a pesar de la advertencia del gobierno de que podrían infringir la ley de seguridad nacional, ya que algunos de los candidatos prometieron votar en contra del presupuesto del gobierno para presionar a la administración a responder a las demandas de los manifestantes. La jefa del Ejecutivo, Carrie Lam, invocó abruptamente la Ordenanza de Emergencia para posponer las elecciones, citando la reciente resurgimiento de los casos de COVID-19, en lo que fue considerado por muchos como otro intento de disminuir lainfluencia de la oposición, procediendo después a detener a los 55 organizadores y candidatos de las primarias.
Para garantizar que "los patriotas gobiernen Hong Kong", el NPCSC prohibió presentarse a las elecciones a aquellos que apoyen la independencia de Hong Kong, se nieguen a reconocer la soberanía de Pekín sobre Hong Kong, busquen ayuda de "países o fuerzas extranjeras para interferir en los asuntos de la región" o cometan "otros actos que pongan en peligro la seguridad nacional", inhabilitando a 4 legisladores prodemocracia, lo que provocó la renuncia masiva de todos los diputados opositores. Zhang Xiaoming, director adjunto de la Oficina derelaciones con Hong Kong y Macao declaró que "el patriotismo debe anteponerse a los valores fundamentales de la democracia, la libertad y los derechos humanos."

## Decisión del CNP
El 5 de marzo de 2021, el vicepresidente de la Asamblea Popular Nacional Wang Chen dio a conocer un proyecto de resolución para "ajustar y mejorar" el sistema electoral de Hong Kong. El medio de comunicación estatal chino Xinhua declaró en un editorial que "durante años, las fuerzas antichinas que buscan perturbar Hong Kong se han confabulado con fuerzas externas en un intento de hacerse con la jurisdicción sobre Hong Kong, con objetivos claros y acciones concretas", declarando que "deben tomarse medidas eficaces para impedir que estos peones de las fuerzas antichinas sean elegidos para la arquitectura de gobierno de la Hong Kong, y eliminarlos de una vez por todas"."
La Asamblea Popular Nacional votó el 11 de marzo con 2.895 votos a favor, cero en contra y una abstención, a favor de los cambios en el sistema electoral de Hong Kong. Además del endurecimiento del control del Comité Electoral, en el que un candidato a Jefe Ejecutivo tendría que conseguir 188 candidaturas, al menos 15 de cada uno de los cinco sectores para poder entrar en la carrera, la decisión también crea un "sistema de veto" para el proceso electoral, con el fin de filtrar a los candidatos opuestos a Pekín.

### Provisiones
La decisión tiene nueve artículos:
1. La mejora del sistema electoral de la RAEHK debe aplicar plena y fielmente la política de "un país, dos sistemas", según la cual el pueblo de Hong Kong administra Hong Kong con un alto grado de autonomía; mantener el orden constitucional en la RAEHK, tal y como establecen la Constitución y la Ley Básica, garantizar la administración de Hong Kong por el pueblo hongkonés con los patriotas como órgano principal, mejorar efectivamente la eficacia de la gobernanza de la RAEHK y salvaguardar el derecho de voto y el derecho a presentarse a las elecciones de los residentes permanentes de la RAEHK.
2. La RAEHK establecerá un Comité Electoral que sea ampliamente representativo, adecuado a la realidad de la RAEHK y representativo de los intereses generales de su sociedad. El Comité Electoral se encargará de elegir al Jefe Ejecutivo designado y a parte de los miembros del LegCo. El Comité Electoral también se encargará de designar a los candidatos al Jefe Ejecutivo y a los miembros del Consejo Legislativo, así como de otros asuntos. El Comité Electoral estará compuesto por 1.500 miembros de los siguientes cinco sectores: industrial, comercial y financiero; profesiones; sectores de base, laboral, religioso y otros; miembros del Consejo Legislativo y representantes de organizaciones de distrito; diputados de Hong Kong en la Asamblea Nacional Popular, miembros de Hong Kong del Comité Nacional de la Conferencia Consultiva Política del Pueblo Chino y representantes de miembros de Hong Kong de organizaciones nacionales afines.
3. El Jefe Ejecutivo será elegido por el Comité Electoral y nombrado por el Gobierno Popular Central. Los candidatos al cargo de Jefe Ejecutivo serán propuestos conjuntamente por no menos de 188 miembros del Comité Electoral, entre los cuales el número de miembros de cada sector no deberá ser inferior a 15. El Comité Electoral elegirá al Jefe Ejecutivo designado mediante votación secreta, con el sistema de una persona y un voto. La elección del Jefe Ejecutivo designado requerirá el voto de la mayoría simple de todos los miembros del Comité Electoral.
4. El Consejo Legislativo de la RAEHK estará compuesto por 90 miembros en cada legislatura. Los miembros del Consejo Legislativo incluirán a los miembros elegidos por el Comité Electoral, a los elegidos por circunscripciones funcionales y a los elegidos por circunscripciones geográficas mediante elecciones directas.
5. Se creará un comité de revisión de los candidatos a las elecciones. Este comité se encargará de revisar y confirmar las cualificaciones de los candidatos a miembros del Comité Electoral, al Jefe Ejecutivo y al LegCo. La RAEHK mejorará el sistema y los mecanismos relacionados con la revisión de las cualificaciones, para garantizar que las cualificaciones de los candidatos sean conformes con la Ley Fundamental, la Ley de Salvaguarda de la Seguridad Nacional en la RAEHK, la interpretación del artículo 104 de la Ley Fundamental por parte del Comité Permanente del CNP, la decisión del Comité Permanente del CNP sobre las cualificaciones de los miembros del Consejo Legislativo de la RAEHK y las disposiciones de las leyes locales pertinentes de la RAEHK.
6. Se autoriza al Comité Permanente del CNP a que, de conformidad con la decisión sobre la mejora del sistema electoral de la RAEHK, modifique el Anexo I: Método de selección del Jefe Ejecutivo de la Región Administrativa Especial de Hong Kong y el Anexo II: Método para la formación del Consejo Legislativo de la Región Administrativa Especial de Hong Kong y sus procedimientos de votación, de la Ley Fundamental.
7. De acuerdo con la decisión y el Anexo I y el Anexo II de la Ley Básica modificados por el Comité Permanente del CNP, la RAEHK modificará las leyes locales pertinentes y organizará y regulará las actividades electorales en consecuencia.
8. El Jefe Ejecutivo de la RAEHK presentará oportunamente informes al Gobierno Popular Central sobre las situaciones importantes pertinentes, incluidas las disposiciones institucionales para las elecciones de la RAEHK y la organización de las mismas.
9. La decisión entrará en vigor a partir de la fecha de su promulgación.

### Anexo I: Jefe Ejecutivo
| Composición en 2016: Elegidos (1.034) Nominados (60) De oficio (106) | Composición en 2021: Elegidos (967) Nominados (156) De oficio (377) |

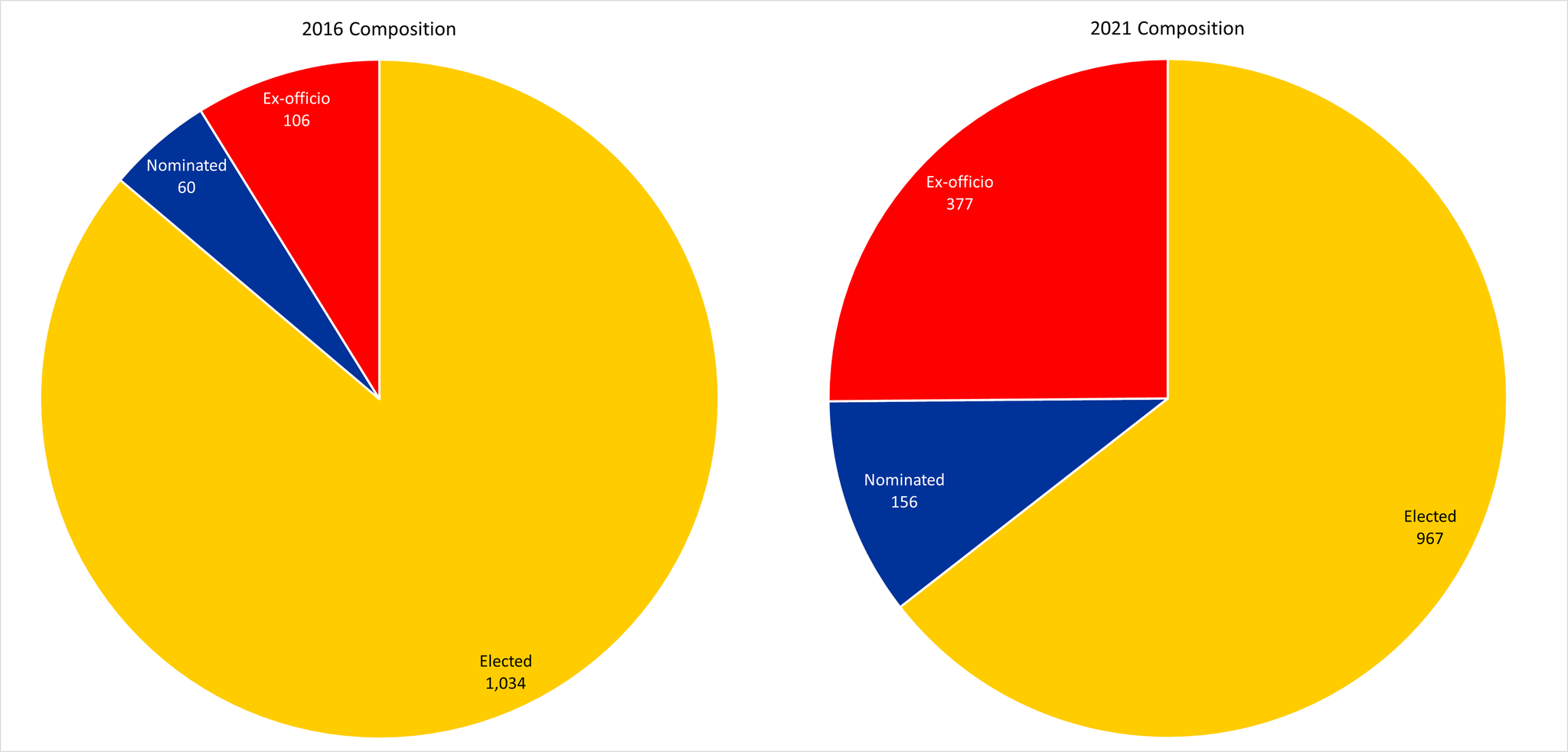
Cambios en la composición del Comité Electoral:
Composición en 2016:
Elegidos (1.034)
Nominados (60)
De oficio (106)
Composición en 2021:
Elegidos (967)
Nominados (156)
De oficio (377)

Para la elección del Jefe Ejecutivo, el tamaño del Comité Electoral pasa de 1.200 a 1.500 escaños. Los 117 escaños ganados por el campo prodemócrata en las elecciones de 2019, se sustituyen por "representantes de los miembros de los comités de área". Un nuevo Quinto Sector de 300 escaños formado por 190 escaños que incluyen a los diputados de Hong Kong en la Asamblea Popular Nacional y los miembros de Hong Kong de la Conferencia Consultiva Política del Pueblo Chino, así como 110 escaños que comprenden a los representantes de los "miembros de Hong Kong de las organizaciones nacionales pertinentes".
Por otro lado, se reducirían a la mitad los escaños de los bastiones tradicionales de los prodemócratas en el Segundo Sector de profesiones, incluyendo los subsectores de Educación y Bienestar Social. Los subsectores originales de Educación y Enseñanza Superior, que tenían 30 escaños cada uno, se fusionan en un subsector de 30 escaños, mientras que los subsectores de Servicios Médicos y Sanitarios, que tenían 30 escaños cada uno, también se fusionan en un subsector de 30 escaños. Algunos de los escaños en los otros bastiones prodemocráticos también serán nominados en lugar de elegidos. Por ejemplo, la mitad de los 30 miembros del recién creado subsector de Tecnología e Innovación se designaría entre los académicos de Hong Kong de la Academia China de Ciencias y la Academia China de Ingeniería; mientras que 15 de los 30 puestos del subsector de Contabilidad se designarían entre los asesores contables de Hong Kong nombrados por el Ministerio de Finanzas chino. Hasta la mitad de los puestos de los subsectores de Ingeniería, Arquitectura, Topografía, Planificación y Paisajismo, Educación, Servicios Médicos y Sanitarios y Bienestar Social serán elegidos por asociaciones en lugar de por individuos.
Se crea un puesto de convocante principal para el Comité Electoral, que será un miembro del Comité Electoral que ocupe un cargo de liderazgo estatal. El candidato al cargo de Jefe Ejecutivo deberá ser propuesto por no menos de 188 miembros del Comité Electoral, con no menos de 15 miembros de cada uno de los cinco sectores, lo que significa que cualquiera que quiera presentarse a Jefe Ejecutivo tendría que pasar por el Quinto Sector designado por Pekín.

### Anexo II: Consejo Legislativo
| 2016 (70 escaños) Distritos electorales geográficos por sufragio universal directo (35) Superescaños (5) Distritos electorales en función del comercio, electos indirectamente (30) | 2021 (90 escaños) Distritos electorales geográficos por sufragio universal directo (20) Distrito electoral del Comité electoral, de nueva creación y elección indirecta (40) Distritos electorales en función del comercio, electos indirectamente (30) |

Cambios en la composición del Consejo Legislativo
2016 (70 escaños)
Distritos electorales geográficos por sufragio universal directo (35)
Superescaños (5)
Distritos electorales en función del comercio, electos indirectamente (30)
2021 (90 escaños)
Distritos electorales geográficos por sufragio universal directo (20)
Distrito electoral del Comité electoral, de nueva creación y elección indirecta (40)
Distritos electorales en función del comercio, electos indirectamente (30)

Para el Consejo Legislativo, el número total de escaños aumenta de 70 a 90, pero el número de escaños electos directamente baja de 35 a 20, mientras que el Comité Electoral ampliado elegiría 40 escaños en el Consejo Legislativo. Los "superescaños" introducidos en el paquete de reforma electoral de 2010 serán desechados. En cuanto a las circunscripciones geográficas de elección directa, los 35 escaños originales serán sustituidos por 10 circunscripciones geográficas en las que se elegirían dos miembros por cada circunscripción geográfica. Serán elegidos los dos candidatos que obtengan el mayor número de votos, empleando como sistema el voto único transferible, con la intención de frenar aún más el poder de la oposición, que solía recibir entre el 55 y el 60% del voto popular y obtenía más de la mitad de los escaños debido al sistema proporcional usado. Con el nuevo sistema, la minoría pro-Pekín tendría casi seguro al menos la mitad de los 20 escaños de elección directa, dificultando además la coordinación del campo prodemócrata a la hora de decidir el voto estratégico.

## Reacciones
El ministro de Asuntos Exteriores del Reino Unido, Dominic Raab, declaró que "la dilución de las elecciones en Hong Kong es el último paso de Pekín para vaciar el espacio de debate democrático en Hong Kong, en contra de las promesas hechas por la propia China", añadiendo que "esto sólo puede socavar aún más la confianza en que China cumpla con sus responsabilidades internacionales y sus obligaciones legales" El 13 de marzo, Raab dijo que "la decisión de Pekín de imponer cambios radicales para restringir la participación en el sistema electoral de Hong Kong constituye una nueva y clara violación de la Declaración Conjunta Sino-Británica jurídicamente vinculante"
El portavoz del Departamento de Estado de Estados Unidos, Ned Price, también criticó la medida, calificándola de "ataque directo a la autonomía de Hong Kong, a las libertades de Hong Kong y a los procesos democráticos"." El secretario de Estado de EE.UU., Antony Blinken dijo que Estados Unidos seguiría "tomando medidas contra las atroces violaciones de la democracia y los derechos humanos en Hong Kong". El 17 de marzo, Estados Unidos sancionó a 24 funcionarios chinos y hongkoneses, entre los que se encontraban el vicepresidente del CNP Wang Chen y el delegado de Hong Kong en el CNPSC Tam Yiu-chung.
La Unión Europea se manifestó en contra de la reforma, con la Oficina de la UE para Hong Kong y Macao afirmando que esta "tendrá consecuencias potencialmente negativas de gran alcance para los principios democráticos y los representantes elegidos democráticamente en Hong Kong. También iría en contra de anteriores reformas electorales en Hong Kong y renegaría de los compromisos" La Comisión Europea señaló en un informe anual que se ha producido un "alarmante deterioro político en Hong Kong", y su Alto Representante, Josep Borrell añadió que "China está desmantelando conscientemente el principio de "un país, dos sistemas", violando sus compromisos internacionales y la Ley Básica de Hong Kong."
El Ministerio de Asuntos Exteriores de Japón afirmó en un comunicado del 12 de marzo que la decisión de Pekín "socava aún más la confianza en el marco de 'un país, dos sistemas', tal y como se establece en la Ley Básica de Hong Kong y en la Declaración Conjunta Chino-Británica de 1984" y que Japón "no puede pasar por alto" el importante retroceso en la autonomía de la ciudad.
Los ministros de Asuntos Exteriores del grupo de naciones del G7 expresaron su "grave preocupación" por la medida de Pekín que "erosiona fundamentalmente los elementos democráticos del sistema electoral de Hong Kong." La declaración también pedía a "China y a las autoridades de Hong Kong que restablezcan la confianza en las instituciones políticas de Hong Kong y pongan fin a la opresión injustificada de quienes promueven los valores democráticos y la defensa de los derechos y las libertades."